# Mini Countryman
Mini Countryman — мини-кроссовер автопроизводителя Mini. Первый автомобиль Mini данного класса и первый Mini с пятидверным кузовом под эгидой BMW. Вышел в январе 2010 года, формальным местом дебюта значится ежегодное Женевское автошоу в марте 2010. Представлен в вариантах с передним и полным приводом, с бензиновыми двигателями объёмом 1,6 л., а также турбодизелем 2,0 л. Продажа автомобиля ведётся с сентября 2010 года.
В 2021 модельном году Countryman второго поколения получил обновленный внешний вид и стандартную светодиодную оптику. В интерьере появился сенсорный дисплей размером 8,8 дюймов и глянцево-черные декоративные элементы.

## Варианты
Товарная линейка модели в основе повторяет таковую ключевой модели компании: по три базовых варианта (варианты с турбодизелем дополнены литерой D в названии) комплектации исходя из мощности силового агрегата (от наименее мощного к наиболее: One, Cooper, Cooper S). Степень присутствия модели на рынке разнится в зависимости от страны, например, в США не представлены машины с дизельными моторами, а также наиболее доступная версия One.

## Безопасность
В ноябре 2010 года Mini прошёл серию независимых испытаний на безопасность пассажиров при столкновении на скорости с препятствием и пешеходов при наезде по методике EuroNCAP. Итоговый расклад представлен в таблице.
| Euro NCAP                                                       | Euro NCAP | Euro NCAP | Euro NCAP             |
| --------------------------------------------------------------- | --------- | --------- | --------------------- |
| · общий рейтинг                                                 |           |           |                       |
| 84%                                                             | 83%       | 63%       | 71%                   |
| взрослый пассажир                                               | ребёнок   | пешеход   | активная безопасность |
| Протестированная модель: Mini Countryman 1,6 дизель, RHD (2010) |           |           |                       |

## Галерея

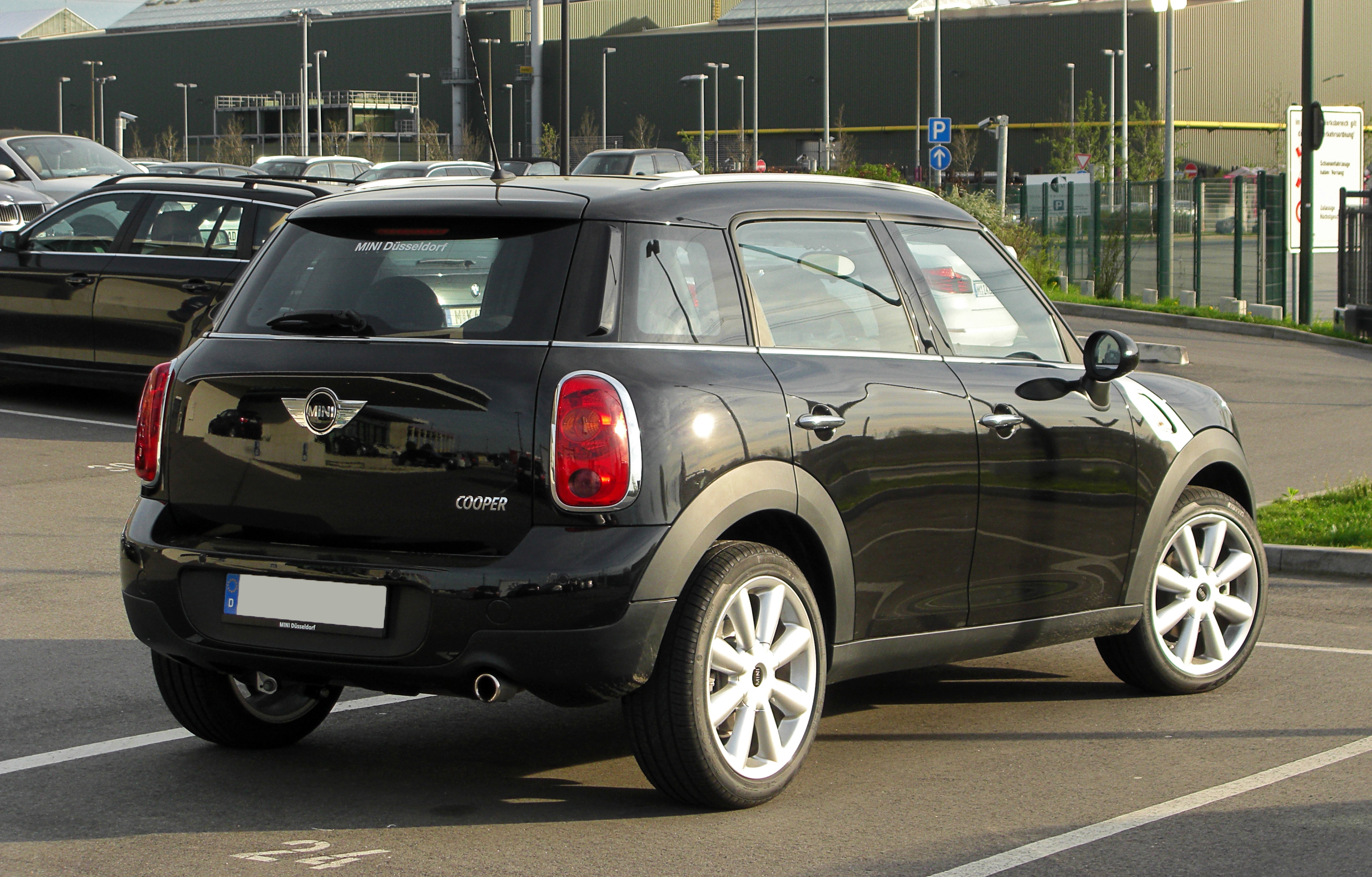
Countryman в Дюссельдорфе
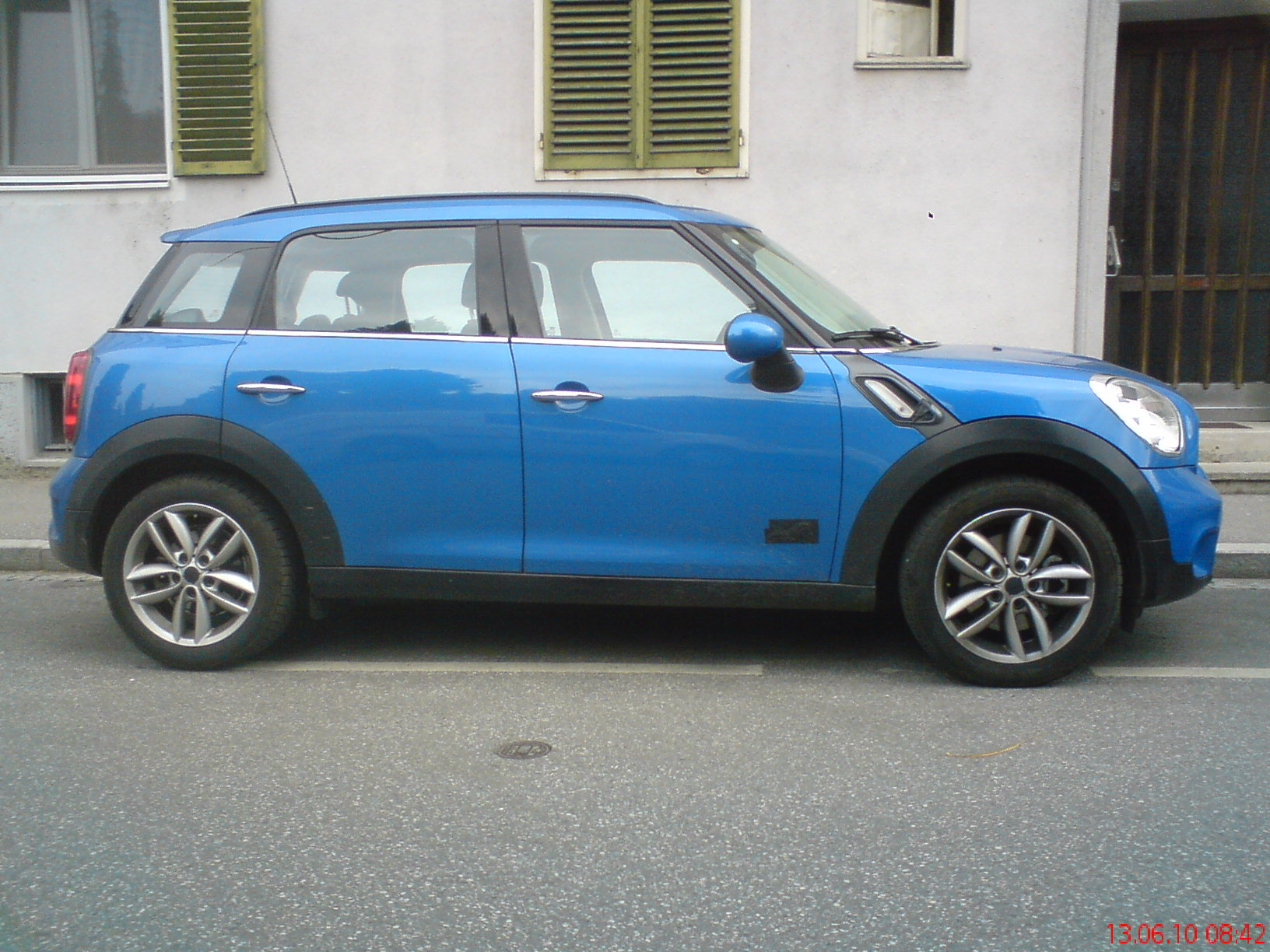
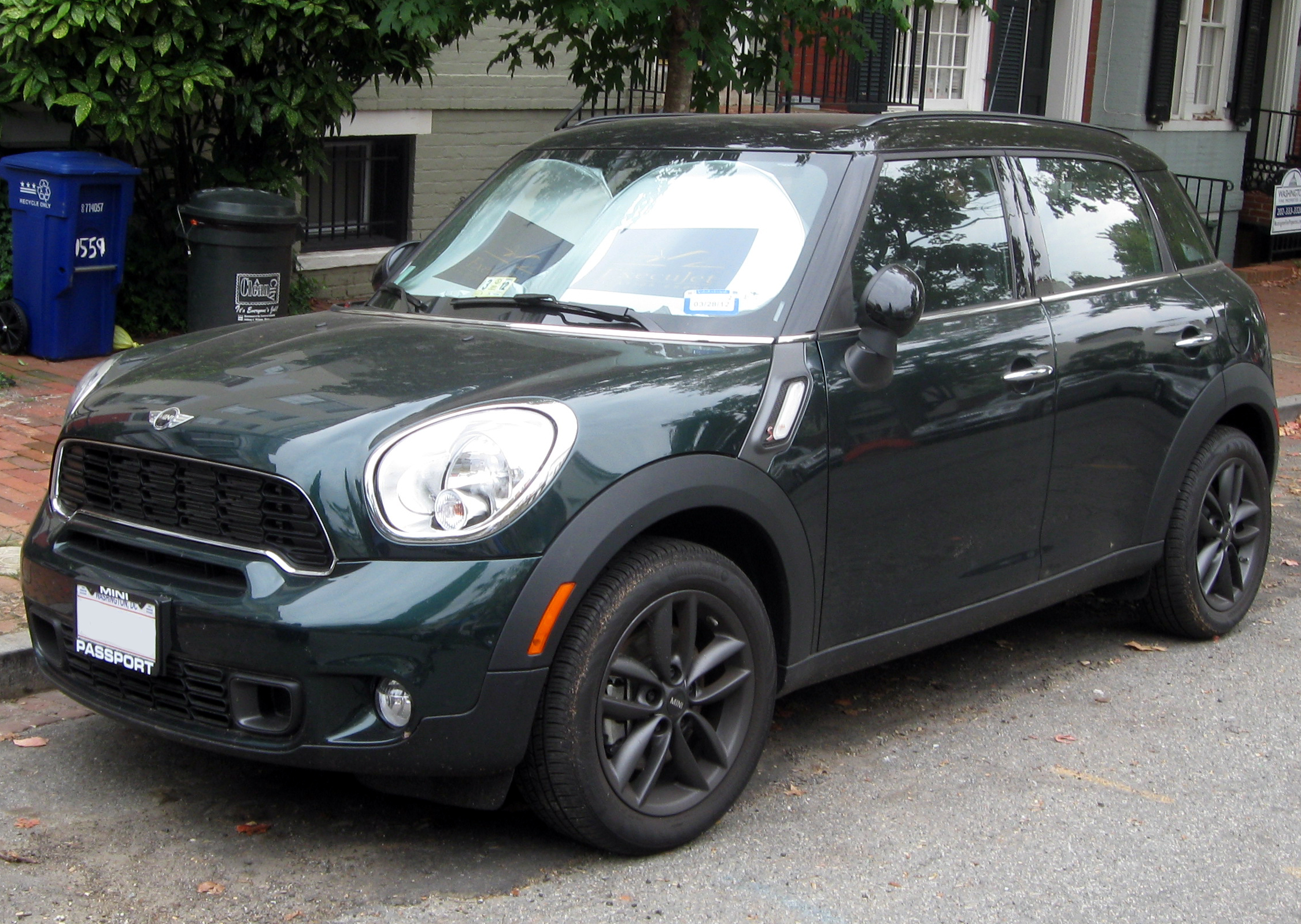
Countryman в Вашингтоне
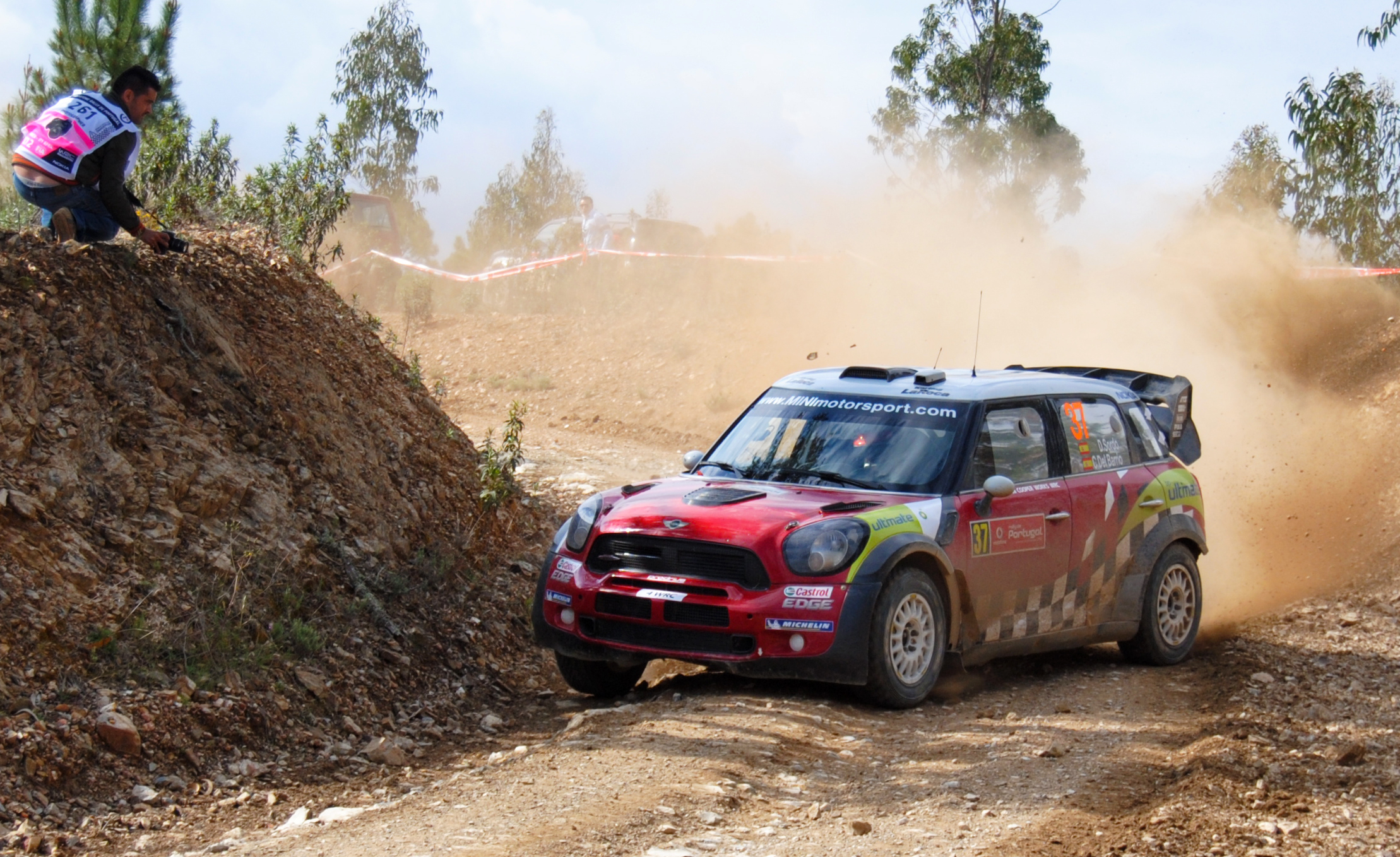
Раллийный Mini John Cooper Works WRC